# القادسية (الطفيلة)
القادسية قرية تقع في أقصى جنوب محافظة الطفيلة في الأردن. تتبع إداريا للواء بصيرا.  بلغ عدد سكانها 9741 نسمة وذلك وفقا لإحصاء سنة 2020.
تقع القرية في موقع حيوي على منحدرٍ مطلٍ على وادي عربة وجبال محمية ضانا الطبيعية على بعد 180 كم جنوب غرب العاصمة عمان؛ يحدها من الجنوب الغربي لواء الشوبك. ترتفع 700-750 متر عن مستوى سطح البحر، وتمتد على نهاية سلسلة جبال الشراة.
تمتاز المنطقة بمناخ البحر الأبيض المتوسط وهي من القرى القليلة في الأردن التي تتساقط عليها الثلوج بكميات كبيرة نظرا لارتفاعها عن مستوى سطح البحر.